# 本多助賢
本多 助賢（ほんだ すけとし、寛政3年1月4日（1791年2月6日） - 安政5年9月17日（1858年10月23日））は、信濃飯山藩の第6代藩主。江戸幕府の若年寄。広孝系本多家10代。

## 経歴
美濃大垣藩主・戸田氏教の次男。正室は信濃飯山藩第5代藩主・本多助受の娘。子は賢承（長男）、娘（酒井忠績正室）、娘（本多忠陳正室）、娘（朽木綱張継室）、娘（松平正倫室）、娘（本多至充室）、娘（本多助愿室）、娘（畠山基徳正室）。官位は従五位下、豊後守。
文化3年（1806年）2月、飯山藩第5代藩主・本多助受の婿養子となる。同年4月1日、将軍徳川家斉に拝謁する。同年7月26日、養父助受の隠居により、家督を相続する。同年12月16日、従五位下豊後守に叙任する。文化8年4月、日光祭礼奉行を命じられる。文化11年（1814年）8月4日奏者番に就任する。天保3年（1832年）2月9日、若年寄に就任する。天保12年（1841年）8月7日、若年寄を退任し、従四位下に昇進する。また、帝鑑間取締を命じられる。安政5年（1858年）4月22日、隠居し、先代・助受の三男で養子の助実に家督を譲るが、まもなく没した。

## 系譜
父母
- 戸田氏教（実父）
- 茂登、乾氏 ー 側室（実母）
- 本多助受（養父）

正室
- 本多助受の娘

子女
- 本多賢承（長男）
- 本多婉 ー 酒井忠績正室
- 本多忠陳正室
- 本多伸子 ー 朽木綱張継室
- 松平正倫室
- 本多至充室
- 本多助愿室
- 畠山基徳正室

養子
- 本多助実 ー 本多助受の三男